# 小牧市えほん図書館
小牧市えほん図書館（こまきしえほんとしょかん）は、愛知県小牧市小牧3丁目にある絵本の図書館である。小牧市が管理運営している。愛称はたぶのきランドよむよむ。名鉄小牧線 小牧駅前に立地する複合商業施設「ラピオ」の4階にある。

## 概要
0歳から小学校低学年までの子どもとその保護者を対象とした施設である。日本語を中心にポルトガル語やスペイン語など複数の言語で描かれた絵本を所蔵している。2016年（平成28年）度末の蔵書数は41,545冊であり、うち88%の36,360冊が絵本である。同施設の周囲には、子育て中の母親が交流できる「子育て広場」、ギャラリー、授乳室などが併設されている。子育て広場には保育士が常勤しており、これら複数の施設が一体となって子育て中の母親を支援する役割を担っている。

## 沿革
- 2007年（平成19年） - 小牧市が同場所に絵本図書館の整備を決定。
- 2008年（平成20年）2月 - 愛称が決定。
- 2008年（平成20年）7月19日 - 開館[3]。

## 愛称
2008年（平成20年）1月に小牧市在住者を対象に愛称の公募を行った。応募された2つの名称（「たぶのきランド」と「よむよむ」）を合わせる形で、同年2月に「たぶのきランドよむよむ」に決定した。